# Logika algorytmiczna
Logika algorytmiczna – rachunek logiczny, ale także rachunek programów. Każdy program możemy rozpatrywać jako modalność. Jeśli {\displaystyle K} jest programem, a {\displaystyle \alpha } jest formułą, to wyrażenie postaci {\displaystyle K\alpha } jest formułą algorytmiczną. W ten sposób mamy do czynienia ze splotem dwu algebr: algebry Boole’a i algebry programów. Znaczenie formuły {\displaystyle K\alpha } jest wyznaczone gdy znamy znaczenie (tj. semantykę) programu {\displaystyle K} i znaczenie formuły {\displaystyle \alpha .} Przypomnijmy, że znaczeniem formuły (pierwszego rzędu) jest funkcja ze zbioru wartościowań zmiennych w zbiór {true, false} wartości logicznych. Znaczeniem programu jest funkcja (częściowa) ze zbioru wartościowań w ten sam zbiór. Teraz znaczenie formuły {\displaystyle K\alpha } możemy opisać w następujący sposób: dla danego wartościowania zmiennych {\displaystyle v} należy najpierw wyznaczyć wynik {\displaystyle v'} obliczenia programu {\displaystyle K} i z kolei obliczyć wartość formuły {\displaystyle \alpha } dla wartościowania {\displaystyle v'.} W przypadku gdy obliczenie programu {\displaystyle K} dla wartościowania {\displaystyle v} nie daje wyniku, przyjmujemy, że wartością formuły {\displaystyle K\alpha } jest false.
W języku logiki algorytmicznej można wyrażać semantyczne własności programów. Aksjomaty i reguły wnioskowania AL pozwalają na dowodzenie prawdziwych (semantycznie) formuł algorytmicznych. Oznacza to, że uzyskujemy możliwość dowodzenia faktów postaci: ten program {\displaystyle P} jest poprawny względem warunku początkowego {\displaystyle \alpha } i warunku końcowego {\displaystyle \beta .} Formuła taka ma postać implikacji {\displaystyle (\alpha \Rightarrow P\,\beta ).}

## Zastosowania AL
- w inżynierii oprogramowania możemy zapisywać specyfikacje oprogramowania i dokonywać weryfikacji poprzez dowody [Mirkowska i Salwicki 1987 ↓ ],
- w projektowaniu języków programowania można opisać semantykę języka, podając odpowiednie aksjomaty i reguły wnioskowania,
- w opisie abstrakcyjnych struktur danych (co łączy się ze specyfikowaniem klas w językach programowania obiektowego) formuły algorytmiczne pozwalają w pełni scharakteryzować pewne struktury i klasy struktur.

Język określa się, podając jego alfabet i zbiór wyrażeń poprawnie zbudowanych WFF. W zbiorze wyrażeń poprawnie zbudowanych wyróżniamy trzy podzbiory: zbiór termów (albo zbiór wyrażeń nazwowych), zbiór formuł (zbiór wyrażeń logicznych) i zbiór programów (algorytmów).
Język logiki algorytmicznej jest konwolucją języka logiki pierwszego rzędu i języka programów.